# إي. بي تايلور
إي. بي تايلور هو شخصية أعمال كندي، ولد في 29 يناير 1901 في أوتاوا في كندا، وتوفي في 14 مايو 1989 في ليفورد كاي ‏ في باهاماس.

## وصلات خارجية
- إي. بي تايلور على موقع الموسوعة البريطانية (الإنجليزية)
- إي. بي تايلور على موقع إن إن دي بي (الإنجليزية)